# Kortsteelgalmug
De kortsteelgalmug (Mayetiola hellwigi) is een muggensoort uit de familie van de galmuggen (Cecidomyiidae). De wetenschappelijke naam van de soort is voor het eerst geldig gepubliceerd in 1912 door Rübsaamen.